# Дюшан, Сюзанна
Сюзанна Дюшан-Кротти (фр. Suzanne Duchamp-Crotti; 20 октября 1889, Бленвиль-Кревон — 11 сентября 1963, Нёйи-сюр-Сен) — французская художница.

## Жизнь и творчество
Сюзанна Дюшан выросла в необыкновенно насыщенной искусством среде. Она была младшей сестрой замечательных французских художников и скульпторов Марселя Дюшана, Раймона Дюшан-Вийона и Жака Вийона. В 1919 году Сюзанна вторично выходит замуж — за швейцарского художника и графика Жана Кротти. В качестве свадебного подарка Марсель Дюшан прислал им учебник геометрии и инструкции по изготовлению реди-мейда — книгу следовало подвесить на крыльце и позволить ветру и дождю постепенно разорвать её на части.
Творчество четы художников, развивавшееся в начале XX столетия в среде различных модернистских, авангардных течений Парижской школы прошло путь от дадаизма через предметное искусство к абстракционизму высокого уровня. Одной из ярких иллюстраций раннего периода в творчестве С. Дюшан является хранящееся в Чикагском институте изящных искусств полотно «Разрушенная и восстановленная мультипликация» (Multiplication brisée et rétablie, 1918—1919; см. Art Institute of Chicago 134050).
На протяжении всей жизни Сюзанна продолжает участвовать в выставках, таких как выставка «Femmes Peintures Français»(1925) в Галерее Барбазанж, организованная художницами, желающими получить признание в мире искусства. Она также выставлялась вместе с Мари Лорансен в  «Les Femmes Artistes d'Europe» в Национальной галерее Же-де-Пом в 1937 году.
В 1945 году после войны Сюзанна Дюшан становится членом Союза женщин и скульпторов и регулярно выставляет пейзажи, портреты и цветочные натюрморты в своих салонах.
В 1967 году последний из живых представителей художественной фамилии Дюшанов, Марсель организует в Руанском музее изящных искусств ретроспективную выставку, где можно было познакомиться и с работами С. Дюшан. В настоящее время крупнейшее собрание её полотен хранится в Музее искусств Филадельфии. Выставки её произведений в последнее время проходили в парижском Центре Помпиду, нью-йоркском Музее современного искусства, в Доме искусств в Мюнхене и др.
Художница умерла в Париже. Похоронена в Руане.

## Выставки (избранное)
- 1911 — Салон Независимых (Salon des Indépendants, Paris)
- 1921 — Выставка работ С.Дюшан и Ж.Кротти «Табу» (Exposition des oeuvres de Suzanne Duchamp et Jean Crotti : Tabu. Galerie Montaigne, Paris)
- 1924 — Бруклин-Эрмори-шоу (Brooklyn Armory Show, New York)
- 1967 — «Дюшаны», музей изящных искусств, Руан (Les Duchamps, Musée des Beaux-Arts, Rouen)
- 1983 — Tabu Dada. Jean Crotti & Suzanne Duchamp : 1915—1922, Kunsthalle Bern, Musée national d’art moderne, Paris и т. д.